# Уилям Конгрийв (изобретател)
Уилям Конгрийв, 2-ри баронет (на английски: Sir William Congreve, 2nd Baronet е английски изобретател и пионер на ракетната артилерия, известен с изобретяването и развиването на ракетата на Конгрийв. Той е син на генерал-лейтенант Уилям Конгрийв, 1-ви баронет, регулатор на кралските лаборатории на Кралския арсенал, намиращи се в графство Кент, Англия. Учи в училище „Сингълуел“ и следва право в „Тринити Колидж“ в Кеймбридж.

## Ракетата на Конгрийв
Конгрийв работи по муниции от барут в желязна опаковка за ползване от Британската армия по прототипи, разработени от ирландския националист Робърт Емет, използвани по време на Ирландското въстание от 1803 г. (макар че самият Конгрийв отрича вдъхновението от Емет и обявява нововъведенията си за своя идея). Други предположения смятат, че изобретението е вдъхновено от майсурска ракета от железни тръби, използвана в армиите на Типу Султан и баща му Хайдар Али, владетели на царство Майсур в Индия. Конгрийв за първи път демонстрира действието на ракетата му с твърдо гориво през кралския арсенал през 1805 г. Той планира изобретението му да бъде използвано от Кралските военноморски сили за атака над френската флота край Булон сюр Мер, Франция. Парламентът разрешава на Конгрийв да създаде две армейски роти в армията през 1809 г. Самият той командва едната в Битката при Лайпциг през 1813 г.
Ракетите на Конгрийв са използвани в края на Наполеоновите войни и войната от 1812 г. („блясъкът на ракетите“ в Знаме, обсипано със звезди описва атаката с такива ракети на форт Макхенри в края на войната). Остават в арсенала на Кралската артилерия до 50-те години на 19 век. Конгрийв печели чин подполковник през 1811 г. и често се споменава като „полковник Конгрийв“.

## Трудове
През 1807 г. Конгрийв публикува „Кратък разказ за произхода и развитието на реактивните системи“ (A Concise Account of the Origin and Progress of the Rocket System). През 1814 г. излиза „Подробна информация за ракетната система“ (The details of the rocket system), а през 1827 г. – „Ракетната система на Конгрийв“ (The Congreve Rocket System). Други негови работи са:
- „Елементарен трактат за установките на морската артилерия“ (An Elementary Treatise on the Mounting of Naval Ordnance)
- „Описание на хидропневматичния шлюз“ (A Description of the Hydropneumatical Lock)
- „Нов принцип на парния двигател“ (A New Principle of Steam-Engine)
- „Възвръщане на плащанията“ (Resumption of Cash Payments)
- „Система на валутите“ (Systems of Currency)